# Acadèmia Sibelius
L'Acadèmia Sibelius, en finès Sibelius-Akatemia (abreviatura SibA), és una institució d'ensenyament superior de música, situada a la capital finlandesa, Hèlsinki.
Va ser fundada el 1882 amb el nom Helsingin Musiikkiopisto, la primera escola de música finesa, i el 1939 va prendre el seu nom actual. La universitat va ser nomenada en honor del compositor finlandès Jean Sibelius, que hi va estudiar la dècada de 1880. Va ser un establiment privat fins a 1980, quan en va prendre les regnes el ministeri d'Educació, que va reformar l'estructura i l'administració del centre. L'acadèmia és l'única del seu tipus a Finlàndia i els seus graus tenen un nivell equivalent als universitaris. i és entre els conservatoris més grans d'Europa amb uns 1700 estudiants matriculats.
El conservatori disposa d'una orquestra simfònica pròpia, que va començar a professionalitzar-se el 1916, i al llarg dels anys ha comptat amb diverses col·laboracions i ha obtingut diversos reconeixements, com el segon lloc en el Premi de Música Herbert von Karajan el 1972.